# Медаль Победы (Бразилия)
Медаль Победы (Бразилия) (порт. Medalha da vitória) — бразильская награда, вручаемая ветеранам Первой мировой войны. Поскольку вторая бразильская медаль за победу была учреждена после Второй мировой войны, медаль за победу 1919 года впоследствии стали называть «Medalha da vitória 1914–1918».
Медаль была учреждена 22 июня 1923 года президентом Артуром Бернардесом указом № 16 074. Медалью награждено около 2500 военнослужащих.
В указе особо упоминаются солдаты действительной службы, отправленные в Европу, бразильцы, воевавшие в союзных армиях, врачи и медсестры в полевых госпиталях, летчики, прошедшие обучение в Англии, и члены экипажей эскадры военных кораблей. Они должны были отслужить три месяца или фактически летать в дозоре. Награждения иногда производились спустя годы после окончания войны. Морской офицер, капитан дальнего плавания II класса Франсиско Маньо Баррозу был награждён медалью с дипломом от 4 апреля 1934 года.
Тот, кто получил Бразильский крест кампании 1914–1919 годов, также имел право на эту медаль.
На лацканах костюмов также носили маленькое петличное украшение в цвета ленты. Парадные костюмы носили уменьшенную версию медали на маленькой ленточке или цепочке. На обмундировании носили орденскую планку.

## Описание медали
Дизайн круглой бронзовой медали был разработан Хорхе Соубре. На аверсе, подписанном JS, изображена крылатая Богиня Победы в лавровом венке. В левой руке она держит пальмовую ветвь, в правой — лавровый венок . На заднем плане изображены солнечные лучи.
На реверсе в лавровом венке круглая надпись «GRANDE GUERRA PERA CIVILISAÇÂO» («Великая война за цивилизацию») с гербом Бразилии, окруженным гербами десяти союзников в центре. Вверху герб Соединенного Королевства, затем по часовой стрелке гербы Франции, США, Сербии, Черногории, Португалии, Италии, Бельгии, Японии и России.
Известны два производителя: монетный двор в Рио-де-Жанейро и Joalheria La Royale. Медаль пользуется большим спросом у коллекционеров и поэтому стоит довольно дорого.
Медаль носилась на ленте цветов радуги на левой стороне груди.